# Delle Langhe
Delle Langhe è una razza ovina italiana allevata in Piemonte e Liguria.
Produce circa 200 kg di latte.